# Weihwasserbecken (Saint-Germain-de-Lusignan)

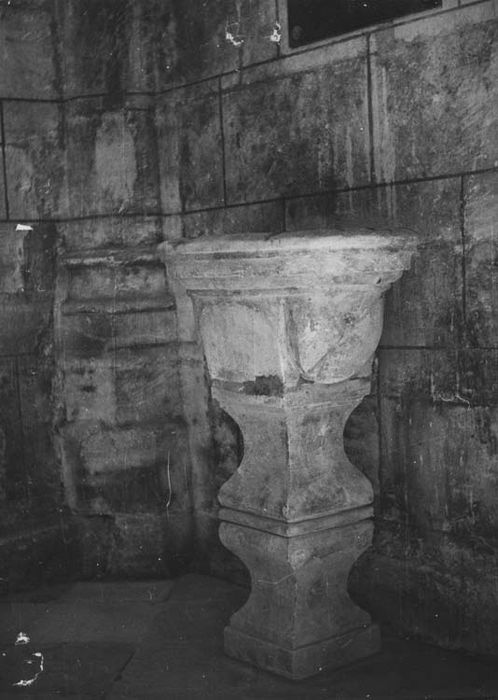
Weihwasserbecken in Saint-Germain-de-Lusignan

Das Weihwasserbecken in der Kirche St-Germain in Saint-Germain-de-Lusignan, einer französischen Gemeinde im Département Charente-Maritime der Region Nouvelle-Aquitaine, wurde im 17. Jahrhundert geschaffen. 
Im Jahr 1976 wurde das Weihwasserbecken als Monument historique in die Liste der geschützten Objekte (Base Palissy) in Frankreich aufgenommen.
Das Weihwasserbecken aus Stein steht auf einem rechteckigen Sockel, der aus zwei Teilen besteht. Das runde Becken ist mit einem Wulst am oberen Rand geschmückt.